# Høje Taastrup Sogn
Høje Taastrup Sogn er et sogn i Høje Taastrup Provsti (Helsingør Stift). Sognet ligger i Høje-Taastrup Kommune; indtil Kommunalreformen i 1970 lå det i Smørum Herred (Københavns Amt). I Høje Tåstrup Sogn ligger Høje Tåstrup Kirke.
I Høje Tåstrup Sogn findes flg. autoriserede stednavne:
- Baldersbrønde (bebyggelse, ejerlav)
- Høje-Taastrup (bebyggelse, ejerlav)
- Kallerup Gårde (bebyggelse, ejerlav)
- Kragehave (bebyggelse, ejerlav)